# 전자파비흡수율
전자파비흡수율(SAR)은 무선 주파수(RF) 전자기장에 노출되었을 때 인체에 의해 단위 질량당 에너지가 흡수되는 속도를 측정하는 것이다. 초음파를 포함한 조직에 의한 다른 형태의 에너지의 흡수를 의미할 수도 있다. 조직 질량 당 흡수되는 전력으로 정의되며 킬로그램 당 와트(W/kg) 단위를 갖는다.
SAR은 일반적으로 전신 또는 작은 샘플 부피(일반적으로 1g 또는 10g의 조직)에 걸쳐 평균화된다. 이때 인용된 값은 지정된 부피 또는 질량에 대해 연구된 신체 부위에서 측정된 최대 수준이다.